# Coelodonta nihowanensis
Espèce
Coelodonta nihowanensis est une espèce fossile de rhinocéros laineux (famille des Rhinocerotidae) qui vivait dans le nord-est de la Chine au Pléistocène inférieur. Le premier fossile de l'espèce a été retrouvé en 1930 dans le bassin sédimentaire de Nihewan puis décrit en 1969.

## Description
Les plus anciens fossiles connus datent d'entre 2,16 et 2,55 millions d'années et ont été découverts dans la province du Gansu, sur les sites de Longdan et de Shitougu.  D'autres fossiles datés d'entre 1 et 2,4 millions d'années ont été découverts dans les provinces du Hebei (à Zhoukoudian et encore dans le bassin de Nihewan), du Shanxi (à Lingyi) et du Qinghai (à Gonghe).
L'apparition de Coelodonta nihowanensis suit un épisode d'aridité accrue qui s'est produit dans la région au nord du Tibet il y a 2,6 millions d'années.
Coelodonta nihowanensis avait un crâne allongé et une élévation occipitale prononcée. Sa cloison nasale était incomplètement ossifiée. Sa dentition, classique du genre Coelodonta, est marquée par une absence d'incisives. L'animal présentait des membres extrêmement minces et était adapté à la course. Sa taille était inférieure à celle des espèces de Coelondonta ultérieures, Coelodonta tologoijensis et le rhinocéros laineux classique, Coelodonta antiquitatis.
Le rhinocéros laineux tibétain (Coelodonta thibetana), découvert en 2011, pourrait être l'ancêtre de Coelodonta nihowanensis,.

## Systématique
Le nom valide complet (avec auteur) de ce taxon est Coelodonta nihowanensis Chow (d), 1978,.

### Étymologie
Son épithète spécifique, composée de nihowan et du suffixe latin -ensis, « qui vit dans, qui habite », lui a été donnée en référence à sa localité type, le bassin sédimentaire de Nihewan.

### Publication originale
- (zh + en) Chow Benshun, « [The distribution of the woolly rhinoceros and woolly mammoth] », Vertebrata PalAsiatica, vol. 16, no 1,‎ 1978, p. 47-59 (ISSN 1000-3118, OCLC 1068124250, lire en ligne).